# José López Gimeno
José López Gimeno (Almansa, 29 de març de 1942 - Almansa, 22 de juliol de 2000) va ser un conegut director d'orquestra a les bandes d'Almansa i Montealegre del Castillo.

## Biografia
José López Gimeno, sent el quart de set fills, va néixer a la localitat d'Almansa. El 1954 va ingressar a l'Acadèmia Municipal de Música que dirigia Antonio Antúnez, on va fer estudis de solfeig i fiscorn. Posteriorment realitzaria estudis de conjunt coral, conjunt instrumental, harmonia, trova i transport, i obtindria el títol de professor de trompeta en els Conservatoris d'Albacete i Almansa. El 1956 es va incorporar a la banda d'Almansa amb el fiscorn, el qual va deixar el 1962 per a incorporar-se a la corda de trompeta, instrument amb el qual va arribar a ser solista el 1965. El 1977 va ser elegit delegat de la banda fins a 1980 on va tenir una destacada participació per a obtenir instrumental nou per a la banda, així com en la denúncia de les males condicions que tenia el local de l'Acadèmia Municipal, que l'obligà a buscar noves instal·lacions. En aquest mateix any va ser elegit subdirector de la banda, com a suggeriment de Joaquín Mira Estevan.
També va ser professor d'instruments de vent a l'Acadèmia Municipal de Música i a l'Escola de Música de la Societat. Així mateix, va ocupar diversos càrrecs en la seva junta directiva. Des de 1990 compatibilitzava la seva labor a Almansa amb la direcció de la banda i l'Escola de Educandos de la localitat de Montealegre del Castillo.
Va morir a l'estiu de l'any 2000 a l'edat de 58 anys, acompanyant-li les dues bandes en el seu últim concert.
Recentment, al 20 de juny de 2010, es va celebrar un concert en el seu honor al Teatre Regio d'Almansa, el qual va estar dirigit per les bandes d'Almansa i Montealegre amb motiu del desè aniversari de la seua mort.